# Bhonsle
Die Bhonsle oder Bhonsale waren eine einflussreiche hinduistische Marathen-Dynastie in Indien. Angehörige der oft untereinander zerstrittenen Familie regierten im 17. und 18. Jahrhundert als „Könige“ (chhatrapatis) von verschiedenen Bergfestungen (z. B. Raigad-Fort) und Stadtstaaten (Satara, Thanjavur, Nagpur und Kolhapur) aus das Marathenreich.

## Geschichte
Die frühesten bekannten Träger des Namens waren Mudhoji und Rupaji Bhonsle; sie waren im 15. Jahrhundert Dorfvorsteher von Hingani im heutigen Distrikt Solapur. Die ersten bedeutenden Angehörigen der Familie waren die Marathenführer Shivaji (1630–1680) und sein Sohn Sambhaji (1657–1689), die dem damals übermächtigen islamischen Mogulreich unter Aurangzeb (reg. 1656–1707) und seinen eher schwachen Nachfolgern entgegentraten, wofür sie von vielen Hindus heute noch verehrt werden. Unter dem Anführer Shahu I. erlebte das Marathenreich in der ersten Hälfte des 18. Jahrhunderts eine Blütezeit.
Nach der Niederlage der Marathen im Dritten Marathenkrieg (1817/18) blieben die Bhonsle als autonome Herrscher in ihren Staaten an der Macht, erkannten aber die britische Oberhoheit an. Mitte des 19. Jahrhunderts starben die herrschenden Bhonslefamilien in Satara, Thanjavur und Nagpur aus und diese Gebiete wurden von den Briten annektiert. Nur Kolhapur blieb bis 1947 als Fürstenstaat bestehen und trat dann der Indischen Union bei.

## Herrscher(Chhatrapatis)
- 1674–1680 Shivaji
- 1680–1689 Sambhaji
- 1689–1700 Rajaram I.
- 1700–1714 Shivaji II.
- 1714–1731 Sambhaji II.

Neben- oder Hauptlinie
- 1707–1749 Shahu I.
- 1749–1777 Rajaram II.
- 1777–1808 Shahu II.